# جبلة كرية
جبلة كروية (بالإنجليزية: Spheroplast) هي خلية أزيل منها غشاء الخلية أو جدارها الخلوي تحت تأثير البنسلين. وتأتي تلك التسمية من أن الميكروب بعد زوال جداره بالإذابة يتكور وتتخذ شكلا كرويا. تكون الجبلة الكروية حساسة للضغط الأسموزي وتنحل إذا وضعت في محلول مركز، أي أن يكون السائل خارج الخلية أكثر تركيزا من السائل داخل الخلية.

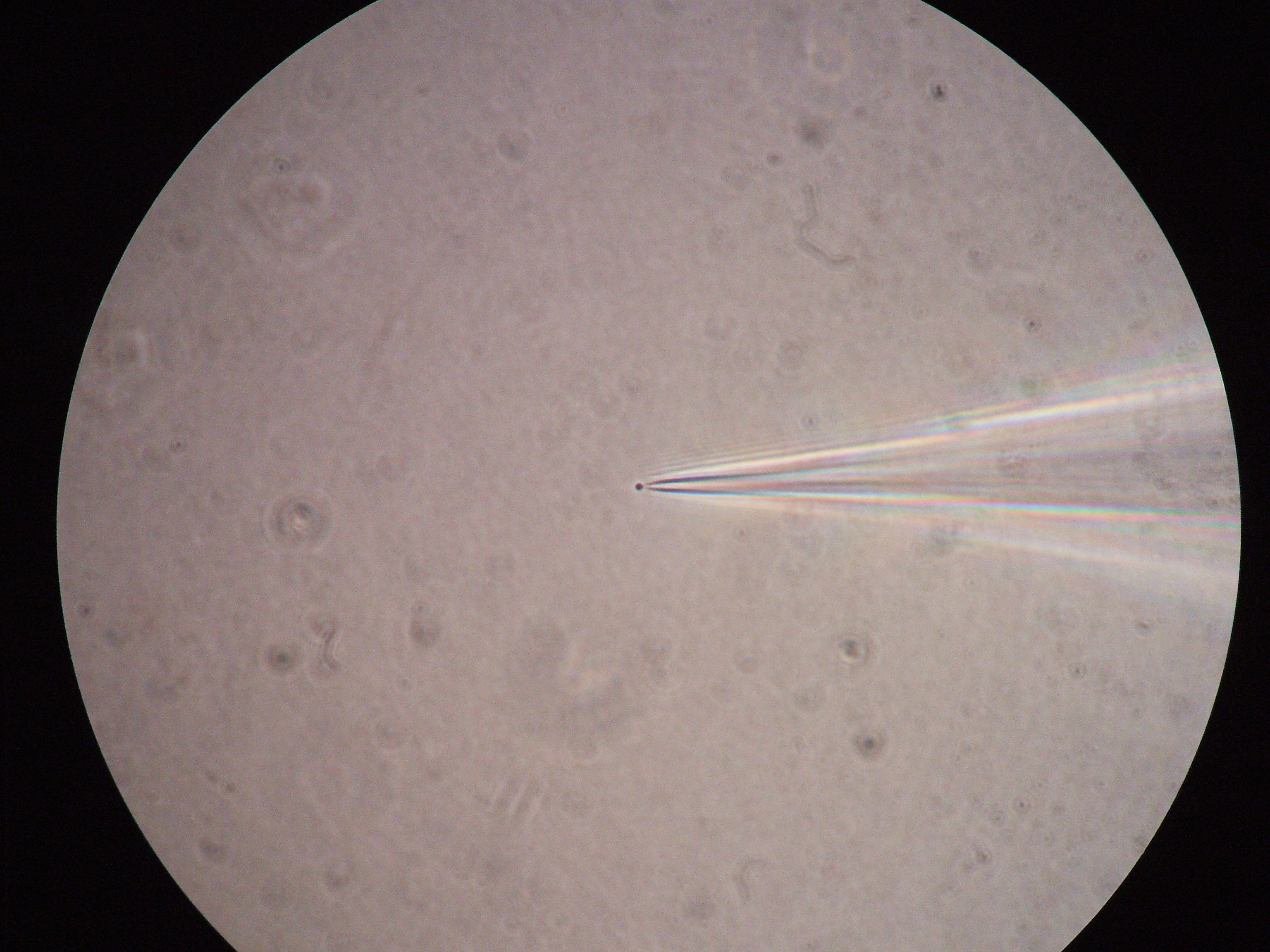
جبلة كروية لـخلية بكتيريا E.coli تفحص بممص زجاجي.

## الاستخدامات

### اكتشاف مضادات حيوية
بين عامي 1960 - 1990 استخدمت شركة «ميرك» مسح الجبلة الكروية كطريقة لاكتشاف مضادات حيوية يمكنها منع تكون جدار للخلايا. وفي هذه الطريقة ابتكر «أوجين دولاني» جهازا لاختبار نمو بكتيريا تعوم في سوائل ذات تركيزات مختلفة. واختبرت عقارات تمنع تكوّن جدارا للخلايا وكبرت الخلايا وأصبحت في شكل جبلات كروية. أدت الطريقة إلى ابتكار عدة عقارات مثل fosfomycin , و cephamycin C وغيرها.

### التقاط رقعي
استخدمت طريقة الالتقاط الرقعي لانتاج جبلات كروية كبيرة لبكتيريا من نوع بكتيريا سلبية الغرام بغرض دراسة وظيفة قناة أيونية في البكتيريا، والتي تجري في العصبونات وخلايا أخرى يمكن إثارتها. ولتحضير جبلات كروية كبيرة تزرع البكتيريا في وسط به مواد كيميائية تمنع انقسام الخلية. هذا يجعل البكتيريا تشكل ما يشبه «دودة» طويلة لها جدار واحد وفي سيتوبلازم وحيد. وبعد فترة فصيرة من الزمن يذوب جدار «الدودة» ويشكل السيتوبلازم بما فيه في كرة كبيرة ويغطيها غشاء من طبقة ثنائية دهنية. عندئذ يحلل الغشاء بواسطة جهاز الالتقاط الرقعي لتعيين أنواع القنوات الأيونية الموجودة فيه. كما يمكن تضخيم قناة معينة لتضخيم تأثيرها مما يسهل وصف سلوكها.

### تحلل الخلايا
تتميز خلايا خمائر بأن لها جدار خلوي سميك مما يجعل استخراج مكوناتها الداخلية من البروتينات والعضيات صعبا. ولكن إذابة جدران الخلايا بواسطة أنزيمات مثل «زيمولياز» ينتج عنه تكون جبلات كروية مما يجعل معاملتها بمذيبات مناسبة وتحللها سهلا أو تمزقها بواسطة تغير سريع في للضغط الأسموزي.

## اقرأ أيضا
- جبلة مجردة
- تمزق خلية
- ينحل (بيولوجيا)
- ضغط اسموزي
- بيرفورين
- غرانزيم
- خلية تي قاتلة